# دیوید لی
 دیوید لی  (به انگلیسی: David Lee) (زاده ۲۶ نوامبر ۱۹۶۹ - کینگسوود) بازیکن سابق فوتبال اهل انگلستان است. وی سابقه عضویت در باشگاه‌های چلسی و پورتس‌موث را دارد.